# Bergfest (Metapher)
Bergfest bezeichnet den formellen und als markant wahrgenommenen Zeitpunkt der Mitte eines bestimmten Zeitabschnitts. Im Unterschied zu dem identisch anwendbaren, aber eher sachlich-neutralen Wort „Halbzeit“ ist „Bergfest“ vielschichtiger und besitzt eine wertende Komponente. Der betrachtete Zeitraum wird mit einer Bergbesteigung verglichen. Das Symbol Berg deutet an, dass der bereits absolvierte Abschnitt anstrengend oder anderweitig anspruchsvoll gewesen ist, und dass man den verbleibenden Abschnitt trotz gleicher Länge mit eventuell weniger Anstrengung zu bewältigen hofft. 
So wird beispielsweise mittwochs die Hälfte der Woche gefeiert („Mittwoch ist Bergfest“).

## Studentenschaft
Bergfeste werden besonders in nur temporär bestehenden Gemeinschaften begangen, z. B. während der Studienzeit, wo sie teilweise auch traditionell verankert sind.

### Beispiele
Das Bergfest an der Technischen Universität Ilmenau beispielsweise besteht aus mehreren Veranstaltungen, die in dieser Form zum Teil schon seit über 30 Jahren stattfinden, wie die Bergfestvorlesung, Bierathlon und der Bergfestball. Noch nicht ganz so lange gibt es den Bergfestfilm, das Bergfesttheater oder das Seifenkistenrennen. Insgesamt erstreckt sich dieses Bergfest über fünf Tage mit zahlreichen Veranstaltungen. Seine ersten Erwähnungen gehen über 50 Jahre zurück, wobei das Bergfest damals aus einem großen Umzug durch die Stadt und einem großen Fest im Anschluss bestand. Damit stellt es einen der Höhepunkte des Studienjahres dar. Seit dem Jahr 2005 kümmert sich ein eingetragener und von Studenten organisierter Verein um das Fortbestehen dieser Tradition.
Ein ähnlich langes und traditionsreiches Bergfest feiert die Veterinärmedizinische Fakultät in Leipzig. Der Anfang ist nicht genau bekannt, aber seit 1989 gibt es für jedes Bergfestmatrikel ein Tier als Maskottchen, eine Farbe und ein Logo. Start ist Dienstag Mitternacht und es endet am Samstag mit dem Sommerfest. Es werden Lieder umgedichtet, es gibt mehrere Bergfestvorlesungen, Spiele mit den Kliniken und Instituten, einen Bergfestfilm, einen Bergfestball und seit 2010 auch einen Bergfesttanz.

## Militär
Das traditionelle Bergfest bei der Bundeswehr wird begangen, wenn die Hälfte der Dienstzeit erreicht ist.

## Schule
In einigen Gegenden Deutschlands handelt es sich bei dem Bergfest auch um eine vom 12. Jahrgang des Gymnasiums veranstaltete Feier, deren Erlös zur Finanzierung der Abitur-Feier im darauffolgenden Jahr dient.

## Dreharbeiten
Das Bergfest bei größeren Filmproduktionen findet zur Mitte der Dreharbeiten statt. Üblicherweise beginnen Dreharbeiten mit einem kleinen Warm-up-Fest. Zum Ende der Dreharbeiten (principal photography, also die Haupt-Dreharbeiten ohne Nachdrehs) gibt es dann die Abschlussfeier, auch Wrap Party genannt. Sie wird deshalb vor den Nachdrehs angesetzt, da die zusätzlichen Dreharbeiten meist nur von einem Bruchteil des ursprünglichen Teams bewerkstelligt werden.

## Analogien
Analogien zum Bergfest finden sich bei größeren Kunstausstellungen in Form der Midissage sowie beim Theater, wenn die Hälfte einer geplanten Vorstellungsserie erreicht ist.